# كور أباد
كور أباد هي قرية في مقاطعة مياندوآب، إيران. يقدر عدد سكانها بـ 532 نسمة بحسب إحصاء 2016.